# بيتر ريتشاردسون (ممثل)
بيتر ريتشاردسون (بالإنجليزية: Peter Richardson)‏ هو كوميدي ارتجالي وكاتب سيناريو ومخرج وممثل بريطاني، ولد في 15 أكتوبر 1951 في المملكة المتحدة.

## وصلات خارجية
- بيتر ريتشاردسون على موقع IMDb (الإنجليزية)
- بيتر ريتشاردسون على موقع ألو سيني (الفرنسية)
- بيتر ريتشاردسون على موقع ميوزك برينز (الإنجليزية)
- بيتر ريتشاردسون على موقع أول موفي (الإنجليزية)
- بيتر ريتشاردسون على موقع قاعدة بيانات الأفلام السويدية (السويدية)
- بيتر ريتشاردسون على موقع قاعدة بيانات الفيلم (الإنجليزية)